# Ukonventionel olie
Ukonventionel olie eller ikke-konventionel olie er en fællesbetegnelse for olietyper, der udvindes på en anderledes måde end ved traditionelle olieboringer.
I dag, 2010, er alle metoderne mindre effektive end den traditionelle boremetode, og de fleste typer er mere forurenende. 
De væsentligste ukonventionelle olietyper er tjæresand og olieskifer.
I dag udgør ukonventionel olieproduktion omkring 1,5% af verdens samlede olieproduktion. Især Canada har meget store lagre af olieskifer. Hvis oliepriserne stiger tilstrækkeligt vil det kunne svare sig at udvinde disse lagre. Lagrene lægger derfor et loft over hvor høj olieprisen kan være over længere tid.
| Kemi | Spire Denne artikel om kemi er en spire som bør udbygges. Du er velkommen til at hjælpe Wikipedia ved at udvide den. |